# Глобочдол
Глобочдол (словен. Globočdol) — поселення в общині Мирна Печ, регіон Південно-Східна Словенія, Словенія.